# Kronobränneriet vid Gripsholm

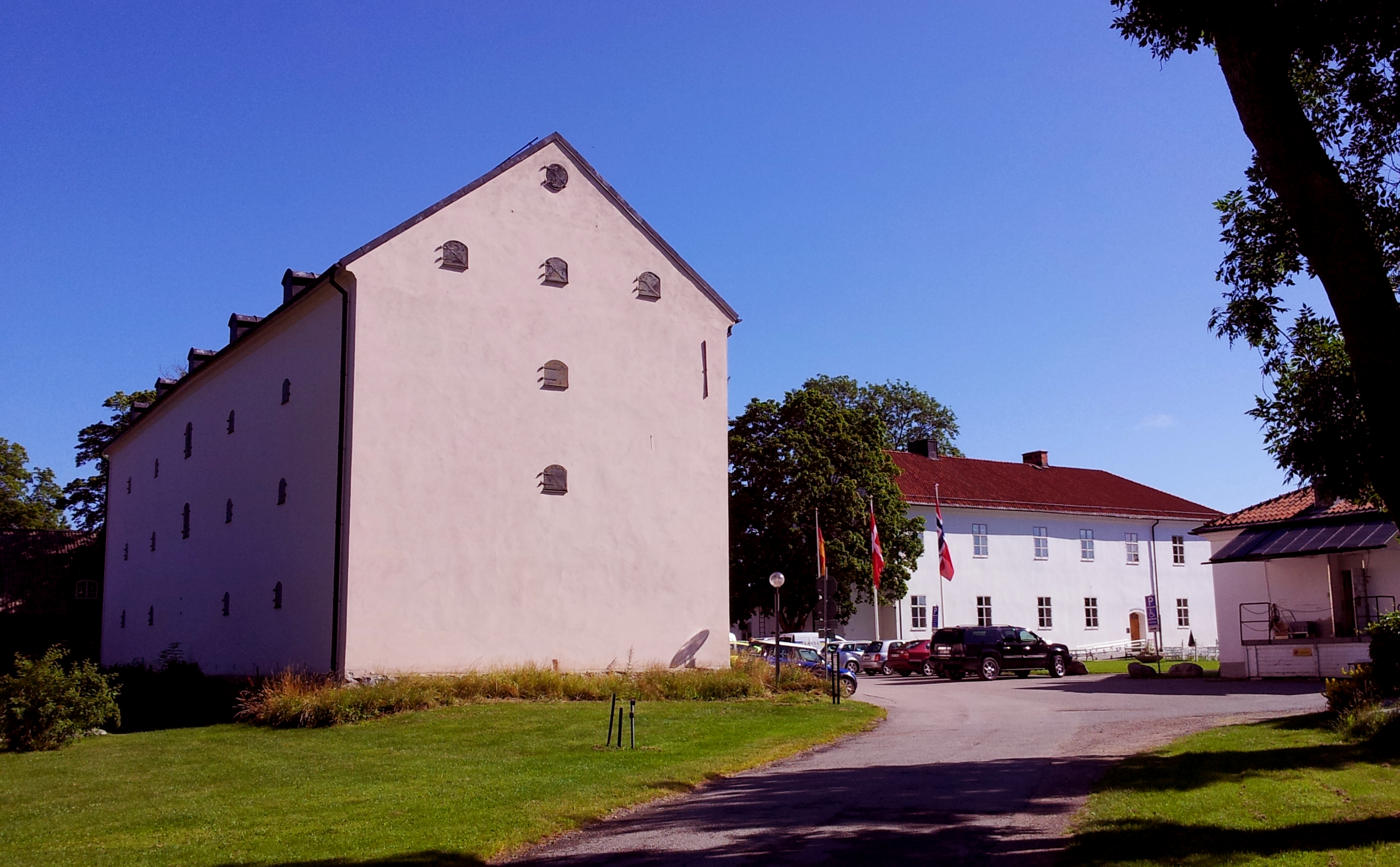
Magasinsbyggnaden vid det före detta kronobränneriet

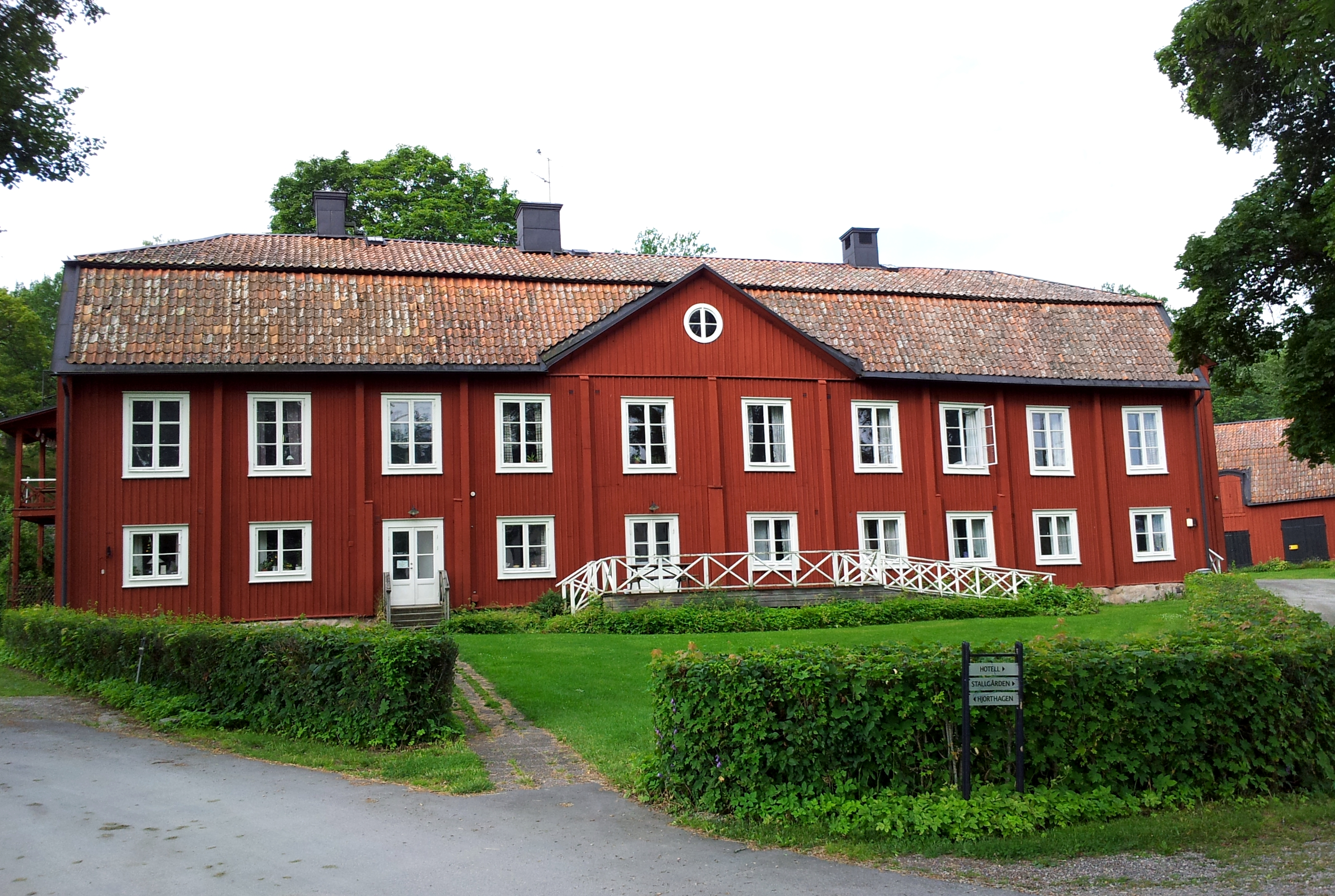
Arbetarbostad vid kronobryggeriet, nu kallad Stallgården

Kronobränneriet vid Gripsholm var ett brännvinsbränneri som stod färdigt år 1777, omedelbart väster om slottet Gripsholm i Mariefred i Södermanland. Anläggningen ligger vid Mälaren, mellan slottet och Hjorthagen. 
På platsen låg tidigare, troligen redan vid mitten av 1500-talet, ett tegelbruk som ägdes av kronan och var utarrenderat av Gripsholms kungsladugård. Driften vid tegelbruket upphörde år 1750 och byggnaderna förföll.

## Bränneriet
Kronobränneriet var ett av flera som grundades av kung Gustaf III, i samband med att hembränningen förbjöds med syftet att ge staten kontroll över den svenska brännvinstillverkningen. Bränneriet arrenderades av godsägaren Johan Didrik Duwall, som ägde Taxinge-Näsby och Joachim Daniel Wahrendorff, brukspatron vid Åkers styckebruk.
Bränneriet vid Gripsholm var ett av de största i landet, med 280 anställda och en förbrukning av 7,5 ton säd per dag. För vattentillförseln till de 29 pannorna anlades en 300 alnar (knappt 200 meter) lång vattenledning, som hämtade rent vatten från Mälaren. Årsproduktionen var närmare en miljon liter 40—45 procentigt sädesbrännvin.
År 1780 drabbades bränneriet av en brand, men byggdes upp igen under 1780-talet i fyra längor runt en gård. Flera av de gamla byggnaderna, bland annat ett stort magasin och flera större bostadshus, har bevarats.
Hembränningen blev åter tillåten år 1787. Produktionen vid kronobränneriet lades ned då arrendet gick ut år 1799.

## Gripsholms kemiska fabriker
Byggnaderna kom därefter under en tid att användas för en kemisk-teknisk fabrik, som bland annat tillverkade ättika, såpa och färg. Flera kända svenska kemister var engagerade i fabriken, som år 1817 ägdes av kemisterna Jöns Jacob Berzelius och Johan Gottlieb Gahn. Fabriken sysselsatte ett 40-tal arbetare. År 1825 drabbades även den fabriken av en brand, varefter den flyttade till Kummelnäs på Värmdön.

## Gripsholms folkhögskola
Från år 1933 användes lokalerna som folkhögskola, först av föreningen Norra Södermanland folkhögskola, och senare av Landstinget Sörmland (1948—1990). Sedan drevs skolan av Röda korset. Under en period därefter användes de gamla bränneribyggnaderna som konferensanläggning under namnet Gripsholmsviken.